# Netscape Portable Runtime
Netscape Portable Runtime (zkráceně NSPR) je knihovna, která poskytuje aplikacím Mozilla abstrakci možností operačního systému, které transformuje do jednotného API. To je možné v kódu aplikace využívat a takový kód bude funkční na všech systémech, které Netscape Portable Runtime podporuje. Příkladem takového API může být práce s vlákny, I/O operace či správa paměti.